# The Dawood Foundation
The Dawood Foundation (deutsch Dawood-Stiftung) ist eine gemeinnützige, private, nicht gewinnorientierte Organisation mit Sitz in Karatschi. Sie wurde von Ahmed Dawood mit dem Zweck gegründet, Bildung zugänglich zu machen, um soziale Aufstiegschancen zu bieten. Die Familienstiftung ist aktiv am Aufbau verschiedener formeller und informeller Bildungseinrichtungen in Pakistan beteiligt.

## Ziele
Die Stiftung arbeitet im formalen Bildungswesen und in informellen Lernbereichen.
Entsprechend dem Gründungsgedanken gibt es ohne Bildung keinen Fortschritt. Insofern widmet sich die Stiftung Bildungsprojekten, insbesondere in den Bereichen Umwelt und Wissenschaft, um Führungsfähigkeiten und -Praktiken zu vermitteln. Die Stiftung hat sich immer wieder an nationaler Gesundheits- und Katastrophenhilfe beteiligt.

## Geschichte
Die Dawood-Stiftung wurde 1960 von dem Industriellen Ahmed Dawood und seiner Familie gegründet. Sie sollte als Bildungsstiftung dienen, deren Hauptaugenmerk auf der Unterstützung und Förderung von Bildungsinitiativen in den Bereichen Wissenschaft, Technologie und Forschung lag.

## Projekte
Die Stiftungsarbeit fokussierte sich anfänglich auf den Bereich der formalen Bildung. In den letzten Jahren gab es vermehrt Projekte zur Schaffung von inklusiven und informellen Lernräumen, um stärker inhalts- und wertebasiert Wissen zu vermitteln. Diese informellen Lernprojekte wurden bewusst inklusiv gestaltet, um Menschen aus allen Teilen der Gesellschaft anzusprechen.

### Formelle Bildungsprojekte
Das Dawood College of Engineering & Technology (DCET) war das erste große Bildungsprojekt der Stiftung 1964 in Karatschi. Diese Hochschule für Ingenieurwesen und Technologie sollte dazu dienen, den wachsenden inländischen Bedarf an Ingenieuren und Technologieexperten zu decken. Die Hochschule wurde 1971 verstaatlicht und ist seit 2013 eine Universität, die Dawood University of Engineering & Technology.
In weiteren Projekt wurden einige Schulen gebaut, wie die Federal Government Dawood Public School in Muzaffarabad, die während des Erdbebens in Kaschmir 2005 zerstört wurde und von den Mitteln der Stiftung wiederaufgebaut und 2008 neueröffnet wurde.
Weitere Schulen sind die 1959 erbaute Ahmed Dawood Government High School in Darsano, in Karatschi, und die Government Boys B.T.M. High School in Burewala, Punjab. Diese wurde 1955 gegründet und diente anfänglich den Kindern der Arbeiter einer Textilfabrik, die zum Geschäft der Gründerfamilie gehörte. Die Schule ist seit ihrer Verstaatlichung 1972 öffentlich betrieben. In Burewala wurde 1961 auch eine Oberschule mit naturwissenschaftlichem Schwerpunkt finanziert, das Government Intermediate College. Die Stiftung vergab zudem Stipendien an begabte Studenten des Colleges.
2008 wurde von der Stiftung die Wirtschaftsschule Karachi School of Business and Leadership (KSBL) in Karatschi gegründet. Es gab auch mehrere Projekte, bestehende Lehreinrichtungen zu unterstützen. Etwa die Mariam Dawood School of Visual Arts and Design an der Beaconhouse National University (BNU) in Lahore soll die Verbindung zwischen Kunst, Design und verschiedenen Wissenszweigen zu erkunden helfen. An der Lahore University of Management Sciences (LUMS) wurde 2003 der Ahmed-Dawood-Lehrstuhl für Wissenschaft und Ingenieurwesen eingerichtet und von der Stiftung finanziert.

### Informelle Bildungsprojekte
MagnifiScience
Seit 2016 fördert die Stiftung Wissensvermittlung aus den Bereichen Naturwissenschaft, Technik, Ingenieurwesen und Mathematik. Dazu hat die Stiftung Pakistans größte Wissenschaftsausstellungen, das Wissenschaftsstudio „MagnifiScience“, an Schulen und anderen Orten organisiert. Aus dieser Dauerausstellung ging das landesweit erste interaktive Science Centre hervor, das MagnifiScience Centre. Es wurde 2021 in Karatschi eröffnet.
Natur-Serie
Seit 2015 bemüht sich die Stiftung mit ihrer „TDF Nature Series“ Wissen über und ein größeres Verständnis für Natur, Umwelt und Naturschutz in Pakistan zu vermitteln. Mit einer Serie von Dokumentarfilmen wird die große Vielfalt von Ökosystemen, Lebensräumen und Biodiversität verdeutlicht. Es gibt Dokumentarfilme über die Margalla Hills bei Islamabad, den Chitral-Gol-Nationalpark, die Mangrovenwälder in der Küstenregion und die Bergwelten des Karakorums. Die Dokumentarfilme sind frei zugänglich und werden in Schulen, öffentlichen Einrichtungen und auf Filmfestivals im ganzen Land gezeigt.
TDF Ghar
Zu den informellen Lerninitiativen der Stiftung gehört auch das TDF Ghar. Es ist ein altes Stadthaus in Karatschi aus den 1930er Jahren, das 2017 als „lebendes Museum“ der Vergangenheit und als informeller Lernort eröffnet wurde. Es wird an die unzähligen Einflüsse der Kulturen erinnert. Das kosmopolitische Erbe Karatschis wird bewahrt, um an Heterogenität und Harmonie zu erinnern. Gleichzeitig ist das Haus ein Veranstaltungsort für Geschichts-Ausstellungen, Kunst- und Kulturprogramme und Musik-Konzerte.

## Gesundheit und Katastrophenhilfe
Als philanthropische Organisation engagiert sich die Stiftung auch bei Naturkatastrophen wie den Wirbelstürmen in Ostpakistan in den 1960er Jahren, dem Erdbeben in Kaschmir und Belutschistan in den Jahren 2005 und 2008, den Überschwemmungen in Sindh und Punjab im Jahr 2010 und der Dürre in Thar im Jahr 2012.  Die Stiftung hat auch verschiedene Krankenhäuser und medizinische Projekte finanziell unterstützt, darunter den Bau des Al Shifa Eye Trust Hospital in Rawalpindi und des Aga Khan University Hospital in Karatschi.